# Карлстен, Биргит
Биргит Карлстен (швед. Birgit Carlstén; 8 декабря 1949, Хускварна, Йёнчёпинг, Швеция — 2 июня 2025, Уппсала, Швеция) — шведская актриса и певица.

## Биография
Биргит родилась в городе Хускварна (Швеция) 8 декабря 1949 года, но корни её происходят из ландскапа Даларна, где в летнее время она проживала на семейной ферме в Лександ. Имеет, в том числе, французское происхождение, и Карлстен нередко называют «шведской Эдит Пиаф».
В 1969—1970 годах она училась в сценической школе в городе Скара. В 1970—1974 годах продолжила обучение в театральной школе в Мальмё.
Ее карьера началась в театре «Пионер» в Гётеборге. Впоследствии она выступала на таких площадках, как Национальный передвижной театр Швеции, который не имеет права выступать в столице, и должен странствовать по всей стране, где в его распоряжении 256 помещений, Театр комедии в Стокгольме, Хельсинборгский городской театр, Музыка и театр Смоланда и «Вермланд опера» в Карлстаде, выступала на сцене театра комедии «Театр Лисеберг» в Гётеборге.
Также Биргит читала поэмы на радио и выступала в качестве клоунессы в цирке Cirkus Scott. На телевидении снималась в сериалах, среди которых криминальный теледетектив «Полиция и убийство судьи» (1993) и популярный комедийный сериал «Остров Солт» (2005—2007).
В течение многих лет Биргит сотрудничала с известным аккордеонистом Ларсом Холмом (Lars Holm) из Мальмё. Вместе они выпустили компакт-диск с песнями на шведском и французском языках. Среди известных песен «Сказка о Пиаф», которую они исполнили на лодке.
В 1996 году она приняла участие в развлекательной телепрограмме национального шведского телевидения SVT под названием «На пути к успеху» и одержала там победу в викторине на знания о разных городах. Программа, в которой в несколько туров соревнуются шведские знаменитости, очень популярна в Швеции.
Биргит Карлстен также работала лектором и педагогом, являлась членом Смолендськой академии. Умерла 2 июня 2025 года.

## Избранная фильмография
- 2022 — Сожги все мои письма — медсестра
- 1998 — Ивар Крюгер — мадам
- 1994 — Доброй ночи, Ирен — Майя
- 1993 — Полиция и убийство судьи — Сильвия Петреус
- 1986 — Жертвоприношение (озвучивание)
- 1980 — Sinkadus (исполнение заглавной песни)
- 1979 — Линус и таинственный дом из красного кирпича — Эмили